# Zabrotes subfasciatus
Espèce
Zabrotes subfasciatus (la bruche brésilienne ou bruche tropicale du pois) est une espèce d'insectes coléoptères de la famille des Chrysomelidae, originaire d'Amérique latine.
Cet insecte est un ravageur de certaines espèces de légumineuses, dont la larve se développe dans les graines, notamment de pois, haricot, niébé ((Vigna unguiculata subsp. unguiculata), pois d'Angole (Cajanus cajan), haricot de Lima ou pois du Cap (Phaseolus lunatus).

## Synonymes[2]
- Spermophagus musculus Boheman
- Spermophagus pectoralis Sharp
- Spermophagus semifasciatus Boheman
- Spermophagus subfasciatus Boheman
- Zabrotes pectoralis Sharp

## Distribution
L'aire de répartition de Zabrotes subfasciatus comprend les régions tropicales et subtropicales d'Amérique du Nord, d'Amérique du Sud, d'Amérique centrale, d'Afrique et du Sud-Est asiatique, ainsi que le bassin méditerranéen.